# São Paio de Merelim
São Paio de Merelim ist ein Ort und eine ehemalige Gemeinde (Freguesia) im Norden Portugals.

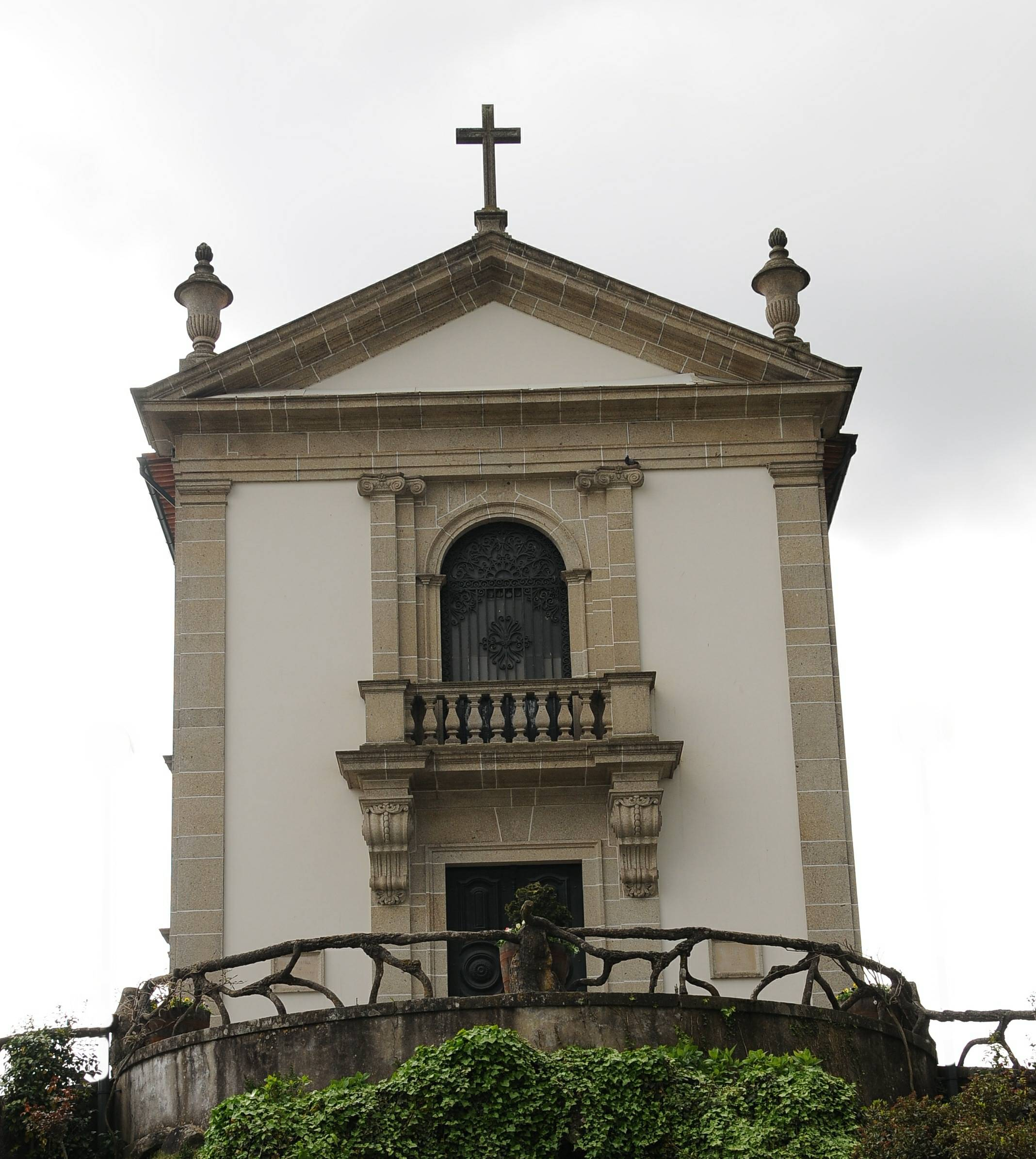
Kirche São Paio de Merelim

São Paio de Merelim gehört zum Kreis Braga im gleichnamigen Distrikt Braga. Die Gemeinde hatte eine Fläche von 2,15 km² und 2462 Einwohner (Stand 30. Juni 2011).
Am 29. September 2013 wurden die Gemeinden Merelim (São Paio), Panoias und Parada de Tibães zur neuen Gemeinde União das Freguesias de Merelim (São Paio), Panoias e Parada de Tibães zusammengeschlossen. Merelim (São Paio) ist Sitz dieser neu gebildeten Gemeinde.